# 차낙훈
차낙훈(車洛勲, 1912년~1993년 8월 16일)은 대한민국의 법학자이자, 교수이다.
고려대학교와 숙명여자대학교의 총장을 지냈으며, 상법전 제정에 참여하며 대한민국 초기의 한국법학, 상법학의 연구와 발전에 이바지했다.